# Arabisering
Arabisering is het culturele proces waarbij in de loop der tijden een oorspronkelijk niet-Arabisch volk de taal en cultuur van de oorspronkelijke Arabieren van het Arabisch Schiereiland overneemt.
Dit proces begon grotendeels met de opkomst van de islam in de 7e eeuw bij de expansie van het Arabische Rijk. Dit rijk slaagde erin het grootste deel van het Byzantijnse Rijk en het gehele Perzische Rijk van de Sassaniden te veroveren. Deze twee rijken besloegen toen het grootste deel van de tegenwoordige Arabische wereld. De bevolking van het vroegere Perzische Rijk liet zich, behalve bekering tot de islam, niet vergaand arabiseren, hoewel er wel veel Arabische leenwoorden in het moderne Perzisch zijn beland, en vanaf de Eufraat tot aan Pakistan overheersen nog steeds Indo-Iraanse talen. Tegenwoordig is echter wel het grootste deel van het Midden-Oosten en Noord-Afrika gearabiseerd en beschouwen de meeste bewoners aldaar zich als Arabier. Oorspronkelijk waren de meeste volkeren van dit gebied slechts zijdelings aan de Arabieren verwant. De huidige Noord-Afrikanen zijn oorspronkelijk Berbers en afstammelingen van de Oude Egyptenaren en de Oude Somaliërs. De bewoners ten noorden van Arabië zijn gearabiseerde Syriërs, Armeniërs, Arameeërs, Koerden, Assyriërs en vele kleinere volken.